# Giordano Bruno
Giordano Bruno (født 1548, død 17. februar 1600) var en italiensk filosof og digter. Han blev født i Nola ved Napoli og døde i Rom – ved brænding på bålet. Han var den første filosof, der skrev på italiensk.

## Liv og gerning
Tretten år gammel blev Filippo Bruno elev ved San Domenico-klosteret, hvor Thomas Aquinas engang havde undervist. Han læste først på universitetet, og siden trådte han som 17-årig (dengang egentlig en sen start) ind i dominikanerordenen, hvor han antog navnet Giordano. Han udtalte senere, at med sin indtræden "havde han knappet den første knap skævt, og senere kunne ingen af de andre knappes rigtigt".  Kun ét år inde i sin uddannelse i dominikanerklosteret San Domenico Maggiore i Napoli blev den nysgerrige og kritiske novice beskyldt for at foragte dyrkelsen af jomfru Maria og af helgenerne og truet med en disciplinærsag. Han blev dog ordineret præst i 1572. I 1575 opnåede han doktorgraden i teologi og tog året efter til Rom.

### Rejse gennem Europa
Da inkvisitionen samme år forberedte en kætterisag mod ham, flygtede han fra Rom og indledte sin årelange vandring gennem Europa: omtrent 10.000 kilometer tilbagelagde han til fods mellem Europas universitetsbyer. Han ernærede sig i starten som lærer blandt andet i Noli (Ligurien), han var en tur i Savoyen og Lyon. I 1579 var han i Genève, en by præget af Calvins lære, hvor han lagde sig ud med mægtige personer ved at trykke en kritik af en af universitetets lærere. Han blev tvunget til at gøre afbigt og forlod kort derefter Genève. Han tog til Lyon og kom så til Toulouse, hvor han underviste og skrev sit første store værk om hukommelseskunsten, De umbris idearum. Det skaffede ham gunst hos kong Henrik 3. af Frankrig, ved hvis hof han blev kongelig lektør; han underviste da ved Sorbonne.
Bruno forsøgte at få sine synspunkter til at falde sammen med katolicismen, men for ham var universet uendeligt, fyldt med stjerner som vor sol omgivet af planetsystemer, hvor intelligente skabninger kunne bo: "Sådan bliver Guds herlighed forstærket, og udstrækningen af hans rige tydeliggjort, han forherliges ikke af én, men af talløse sole, ikke af én jord, men af tusinde, ja, jeg siger en uendelighed af verdner." 

### I England
I 1583 tog han med den franske ambassadør Michel de Castelnau til London, hvor han var i tre år som dennes gæst, og i den tid skrev han i rivende hast sine fem dialoger, forfattet på italiensk, da den engelske elite beundrede italiensk sprog og kultur. De italienske værker har slået hans navn fast som stor forfatter og filosof. Han omgikkes en række engelske intellektuelle, men nåede ved sine skarpe, satiriske udfald siden at gøre sig uheldigt bemærket i hele det engelske establishment, lige fra grammatikerne ved universitetet i Oxford til hoffets lærde, hvilke han havde en del til fælles med – hans påvirkning kan spores hos bl.a. den unge Shakespeare og Marlowe. Han var ven med hofmanden og poeten Philip Sidney, og dedikerede sin digtsamling Om de entusiastiske helte til ham. Dengang regnede man med fire grader af entusiasme:
1. Poetisk inspiration (under muserne),
2. religiøs begejstring (under Dionysos),
3. profetisk entusiasme (under Apollon), og øverst
4. kærlighedens flamme (under Venus).

Gennem Sidney mødte han også Elizabeth I. Bruno beskrev hende senere med ord som "hellig" og "guddommelig", hvad der blev brugt mod ham i kætteriprocessen. Dronningen på sin side brød sig ikke om Bruno og anså det, som han stod for, for farligt og undergravende. Med udsagn som "Den, der higer mod filosofien, må starte arbejdet med at stille alt under tvivl" og "Medmindre du gør Gud til din lige, kan du aldrig forstå Gud", bragte han sig selv i en udsat stilling i forhold til kirken, ikke mindst ved at beskrive Jesus som en magus – magiker. 

### Tilbage i Paris
Den stadig skarpere trosstrid i Europa tvang ham også bort fra England. Han rejste tilbage til Paris i 1585, hvor han på Sorbonne leverede et generalangreb på Aristoteles' erkendelsesteori og kosmologi. Han flygtede fra Paris efter at være blevet indblandet indirekte i striden mellem huguenotter og katolikker.

### I Wittenberg
Han tog til det lutherske Wittenberg, hvor han i 1586 fik lov til at undervise på universitetet i Aristoteles' lære. Fra samme periode stammer nogle af Brunos latinske værker, der mere systematisk beskriver hans teorier om erkendelsesteori og kosmologi. Han udfordrede Aristoteles' verdenssyn på alle punkter. Aristoteles delte universet op i en endelig sfære under månen med fysiske ting, og en himmelsk sfære bagved månen med æteriske ting. Bruno påpegede, at dette talte imod universets enhed. Aristoteles mente, at mere end én verden ville skabe asymmetri, da kun én verden kan være centrum, og ordnet bevægelse kun er mulig i et univers med et centrum. Men Bruno påpegede, at der i et uendeligt univers ikke kan være ét enkelt centrum eller én bestemt omkreds. 

### Fortsat rastløshed
Han drog videre til Helmstadt, hvor de politiske konjunkturer var ham imod, og videre til Prag i 1588 til kejser Rudolf 2.'s hof, hvor han ikke formåede at vinde fodfæste – han kunne ikke trænge igennem med sin naturfilosofi i trængslen af magikere, røgen fra alkymister og larmen fra guldmagere og charlataner. Han fortsatte til Frankfurt am Main, hvor han ikke fandt støtte og vovede da – mod venners råd – at tage til Venedig efter indbydelse fra den venetianske patricier Giovanni Mocenigo, der ønskede at blive undervist i Brunos hukommelseskunst. Bruno var blandt ansøgerne til et professorat i matematik ved universitetet i Padova, men stillingen gik i stedet til Galilei, og Bruno underviste så Mocenigo, der angiveligt havde håbet at få sin hukommelse forbedret ved magi. Men det var ikke magi Bruno underviste i men et mnemonisk system, som også Thomas Aquinas havde anbefalet. Mocenigo skal være blevet så skuffet, at han angav Bruno til inkvisitionen. 22.maj 1592 blev Bruno arresteret under afrejse fra Venedig. Han blev udleveret til Rom i 1593.

### Fangenskab og død
I Rom sad han fanget i Castel Sant' Angelo, før retssagen begyndte. Om forhør og eventuel brug af tortur ved vi kun lidet, fordi Napoleon fik oversendt sagsdokumenterne for at bruge dem som papirmasse i bygningskonstruktioner.  Men en tysk lærd ved navn Schoppius var i Rom i 1600 og nedskrev, hvad han fik at høre om retssagen. Bruno var en tid indstillet på at tilbagekalde sine overbevisninger, men besluttede efterhånden at stå ved, hvad han mente var rigtigt. Da retssagen startede, forlangte kardinal Roberto Bellarmino en fuld tilbagetrækning, hvilket Bruno nægtede at efterkomme. Til dommerne skal han have sagt: "I, som i den barmhjertige Guds navn ofrer mig, ryster mere i jeres samvittighed ved at udtale dommen, end min ånd ryster ved at høre den."  Han blev dermed erklæret som kætter og overleveret til de verdslige myndigheder, som dømte ham til døden på bålet. Alle hans værker blev sat på Index librorum prohibitorum i 1603.
Den 17. februar i jubelåret 1600, under Clemens 8.s pavedømme, blev Bruno fulgt til bålet af munkene fra Compagnia della Misericordia (= Barmhjertighedens selskab), som havde som vigtigste opgave at hjælpe dødsdømte gennem deres sidste timer. Campo de' Fiori (= Blomstertorvet) var dengang et af Roms mest benyttede henrettelsessteder. En af munkene beskrev Brunos sidste timer sådan: "Han fastholdt til det sidste sine meninger og kredsede om sine tusinde vildfarelser, indtil han af bøddelen blev ført til Campo de' Fiori, hvor han blev afklædt og nøgen bundet til en pæl og levende brændt, fulgt af vort compagnia, der sang litanier, og en af vore brødre, som trøstede ham og til det sidste bad ham om at opgive den stædighed, der var årsag til, at han nu endte sit elendige og ulykkelige liv." 
Bruno blev ført til retterstedet med barberet hoved, ridende på et æsel. Til det sidste nægtede han at tie stille. Hans udtalelser blev ikke nedskrevet, men de må have forskrækket myndighederne, for de gav ordre om, at hans tunge skulle i tømme. Det mente de bogstaveligt. Ifølge en overlevering blev en nål drevet ind i hans ene kind, gennem hans tunge, og ud på den anden side, mens en anden nål gik gennem hans læber, så de to nåle dannede et kors. Da et krucifiks blev rakt op til ham, vendte han ansigtet væk. De brændte knogler efter ham blev knust til aske, som blev spredt for alle vinde. 

## Værker
- De umbris idearum (1582);
- Sigillus sigillorum (1583);
- De l’infinito, universo e mondi (1583, 1591);
- La cena de le ceneri (1583);
- De la causa, principio et uno (1584); i dansk oversættelse Om årsagen, princippet og enheden (Kbh.: C.A.Reitzel 2000. )
- Degli eroici furori (1585);
- De monade numero et figura (1591);
- De immenso et innumerabilibus (1591);

Bruno var blandt de forfattere der var opført på Index librorum prohibitorum, den katolske kirkes indeks over forbudte bøger.

## I eftertid
Bruno står for eftertiden som en oprører og martyr for tankens og talens frihed. I 1887 besluttede Roms bystyre at rejse et monument for ham på stedet hvor han blev brændt. Vatikanet protesterede, men blev overhørt.  Et monument udført af Ettore Ferrari blev rejst på Campo dei Fiori i 1889. Da romerne i 1907 rejste sig til oprør for at opnå den adskillelse mellem stat og kirke, man havde indført i Frankrig et par år forinden, strømmede menneskemængden til Brunos rettersted på Campo dei Fiori på mindedagen for hans død, 17.februar, mens de råbte "A basso il Papa!" (= Ned med paven!) 
Månekrateret Giordano Bruno på Månens bagside blev i 1961 opkaldt efter Giordano Bruno.
I forbindelse med jubelåret 2000 beklagede pave Johannes Paul II offentligt henrettelsen af Bruno.